# Apterichtus klazingai
Apterichtus klazingai  (лат.) — вид лучепёрых рыб из семейства острохвостых угрей (Ophichthidae). Распространены в Индо-Тихоокеанской области. Морские донные рыбы. Максимальная длина тела 40 см. Видовое название присвоено в честь M. D. Klazinga, главного механика судна Siboga (зоологическая и гидрографическая экспедиция к Индонезии в 1899—1900 гг.), который добыл типовой экземпляр.

## Описание
Тело длинное, цилиндрической формы, несколько сжато с боков в задней части, заострённое с обоих концов. Чешуя отсутствует. Длина тела с головой равна или короче длины хвоста. Высота тела укладывается 45—72 раза в общую длину тела. Рыло короткое, почти конической формы. Зубы конической формы, расположены в один ряд на обеих челюстях, на сошнике зубов нет. Плавники отсутствуют. Три поры в подглазничном канале боковой линии. Общее количество позвонков варьирует от 131 до 145.
Общая окраска беловатая или бледная с многочисленными мелкими коричневыми точками (меньше диаметра глаза). Точки на голове более крупные, иногда сливаются в пятна; на туловище и хвосте более многочисленны.
Максимальная длина тела 40 см.

## Ареал и места обитания
Распространены в Индо-Тихоокеанской области от восточного побережья Африки до Маршалловых островов, обнаружены у Гавайских и Маркизских островов. Морские донные рыбы. Обитают на мелководье в зарослях морских водорослей над песчаными и ракушечными грунтами на глубине от одного до 120 м. С помощью заострённого рыла или острого хвоста зарываются в грунт, и обычно над поверхностью грунта видна только голова.